# Michel De Caso
Michel De Caso es un artista plástico nacido en Toulouse (Francia) en 1956.
Creador de la Rectoversión (1991). Fundador del movimiento artístico contemporáneo rectoversión  en 2002 y del círculo internet rectoversión  en 2004.
Se hace referencia a Michel De Caso en las siguientes guías internacionales: Art Price, Guide Mayer, Guide Akoun, Dictionnaire Drouot-Cotation-Larousse.